# Panzaleos
Els panzaleos són un grup d'indígenes quítxues a l'Equador, principalment a les províncies de Cotopaxi i Tungurahua. Antigament parlaven una llengua pròpia, el panzaleo, però actualment parlen kichwa.
Es creu que van ser els primers pobles d'Amèrica del Sud a practicar la tècnica de reducció de caps humans, coneguda com a tsantsa, per la qual els indis jívaros són més coneguts avui dia. Originalment es pensava que la ceràmica Panzaleo estava associada a aquest grup, però des de llavors s'ha identificat com un tipus de ceràmica comercial.